# Bartosz Bućko
Bartosz Bućko (Bielsko-Biała, 6 gennaio 1995) è un pallavolista polacco, schiacciatore del Belluno.

## Carriera

### Club
La carriera di Bartosz Bućko inizia nel SMS Spała nella II liga polacca, nella stagione 2012-13. Esordisce in Polska Liga Siatkówki nella stagione 2013-14 con il neopromosso Bielsko-Bialskie, a cui resta legato per due stagioni.
Per il campionato 2015-16 si trasferisce in Italia, ingaggiato dal BluVolley Verona, in Superlega, con cui vince la Challenge Cup, ma ritorna a giocare in Polska Liga Siatkówki già nel campionato seguente, vestendo la maglia dell'Effector Kielce. Dopo un'annata nella serie cadetta polacca con l'AZS Częstochowa, nella stagione 2018-19 approda allo Stal Nysa, sempre nella seconda divisione nazionale, militandovi per un quadriennio, nel corso del quale ottiene la promozione in massima serie, precisamente nel 2020; nell'annata 2020-21, conclusi gli impegni in Polska Liga Siatkówki con il club di Nysa, disputa qualche partita I Liga in con il Września.
Nel campionato 2022-23 è di scena in Turchia, partecipando all'Efeler Ligi con l'Hatay BB: in seguito al ritiro del suo club campionato, causato dal terremoto in Turchia e Siria del 2023, si trasferisce al Police per finire l'annata nella Qatar Volleyball League. Torna in Italia nel campionato seguente, militando però in Serie A3 con il Belluno.

### Nazionale
Nel 2013 con la nazionale under 19 polacca vince la medaglia d'argento al campionato europeo e quella di bronzo al campionato mondiale, mentre con la nazionale under 20 si aggiudica la medaglia d'argento al campionato europeo di categoria 2014

## Palmarès

### Club
- Challenge Cup: 1

2015-16

### Nazionale (competizioni minori)
- Campionato europeo under 19 2013
- Campionato mondiale under 19 2013
- Campionato europeo under 20 2014

### Premi individuali
- 2013 - Campionato europeo under 19: Miglior realizzatore
- 2013 - Campionato europeo under 19: Miglior attaccante
- 2014 - Campionato europeo under 20: Miglior realizzatore